# Національна прискорювальна лабораторія SLAC
37°25′03″ пн. ш. 122°12′09″ зх. д. / 37.4175° пн. ш. 122.2025° зх. д.
Національна лабораторія прискорювачів SLAC, спочатку відома як Стенфордський центр лінійних прискорювачів

, 
— центр досліджень і розробок, що фінансується федеральним бюджетом у Менло-Парку, штат Каліфорнія, США. 
Заснована в 1962 році лабораторія зараз спонсорується Міністерством енергетики Сполучених Штатів і управляється Стенфордським університетом. 
Це місце розташування Стенфордського лінійного прискорювача, 3,2-кілометрового (2-мильного) лінійного прискорювача, побудованого в 1966 році, який міг прискорювати електрони до енергії 50 ГеВ.
Сьогодні дослідницький центр SLAC зосереджений на широкій програмі атомної фізики та фізики твердого тіла, хімії, біології та медицини з використанням рентгенівського випромінювання від синхротронного випромінювання та лазера на вільних електронах, а також на експериментальних і теоретичних дослідженнях у фізиці елементарних частинок, астрофізиці частинок, і космології. 
Лабораторія знаходиться під програмним керівництвом Управління науки Міністерства енергетики США.

## Історія
Заклад, заснований в 1962 році як Стенфордський центр лінійних прискорювачів, розташований на 172 га (426 акрах) землі, що належить Стенфордському університету, на Сенд-Гілл-роуд у Менло-Парк, штат Каліфорнія, на захід від головного кампусу університету. 
Головний прискорювач має довжину 3,2 км (2 милі) — найдовший лінійний прискорювач у світі — і працює з 1966 року.
Дослідження в SLAC дали три Нобелівські премії з фізики:
- 1976: c-кварк — див. J/ψ-мезон [6]
- 1990: Кваркова структура всередині протонів і нейтронів [7]
- 1995: Тау-лептон[8]

Конференц-зали SLAC також були місцем проведення Homebrew Computer Club та інших піонерів домашньої комп’ютерної революції кінця 1970-х і початку 1980-х років.
У 1984 році лабораторія була названа національною історичною інженерною пам'яткою ASME та віхою IEEE. 

SLAC розробив і в грудні 1991 року почав розміщувати перший сервер World Wide Web за межами Європи. 

На початку-середині 1990-х Стенфордський лінійний колайдер (SLC) досліджував властивості Z-бозона за допомогою Стенфордського великого детектора.
Станом на 2005 рік SLAC налічував понад 1000 працівників, близько 150 з яких були фізиками з докторським ступенем, і обслуговував понад 3000 запрошених дослідників щорічно, керуючи прискорювачами частинок з фізики високих енергій і Стенфордською лабораторією синхротронного випромінювання (SSRL) для досліджень синхротронного світлового випромінювання, який був «незамінним» у дослідженнях, які привели до Нобелівської премії з хімії 2006 року, присудженої професору Стенфордського університету Роджеру Д. Корнбергу. 

У жовтні 2008 року Міністерство енергетики оголосило, що назву центру буде змінено на SLAC National Accelerator Laboratory. 
Наведені причини містять краще представлення нового напрямку лабораторії та можливість використовувати торгову марку назви лабораторії. 
Стенфордський університет юридично виступив проти спроби Міністерства енергетики створити товарний знак "Стенфордський центр лінійних прискорювачів". 

У березні 2009 року було оголошено, що Національна прискорювальна лабораторія SLAC має отримати 68,3 мільйона доларів у рамках Закону про відновлення, що буде виділено Управлінням науки Міністерства енергетики. 

У жовтні 2016 року Bits and Watts розпочали співпрацю між SLAC та Стенфордським університетом для розробки «кращих, екологічніших електричних мереж». Пізніше SLAC відмовився через занепокоєння щодо галузевого партнера, державної китайської електричної компанії. 

## Установки

### CBX
Princeton-Stanford Colliding Beams eXperiment — один із перших у світі колайдерів (поряд з ADA collider в Італії та ВЕП-1 у СРСР), який почав споруджуватися ще до заснування лабораторії SLAC. 
Двокільковий електрон-електронний колайдер на енергію 500 МеВ у пучку, який працював в 1963-1967 роках для перевірки концепції експериментів на зустрічних пучках.

### Стенфордський лінійний прискорювач
Лінійний прискорювач електронів та позитронів завдовжки 2 милі (3.2 км) на енергію до 50 ГеВ, запущений в 1966 році. 
Розташований під землею на глибині 9 м, на поверхні над тунелем знаходиться клістронна галерея, яка вважається найдовшою будівлею США. 
Прискорювач у різний час використовувався для безлічі різноманітних експериментів з фізики частинок.

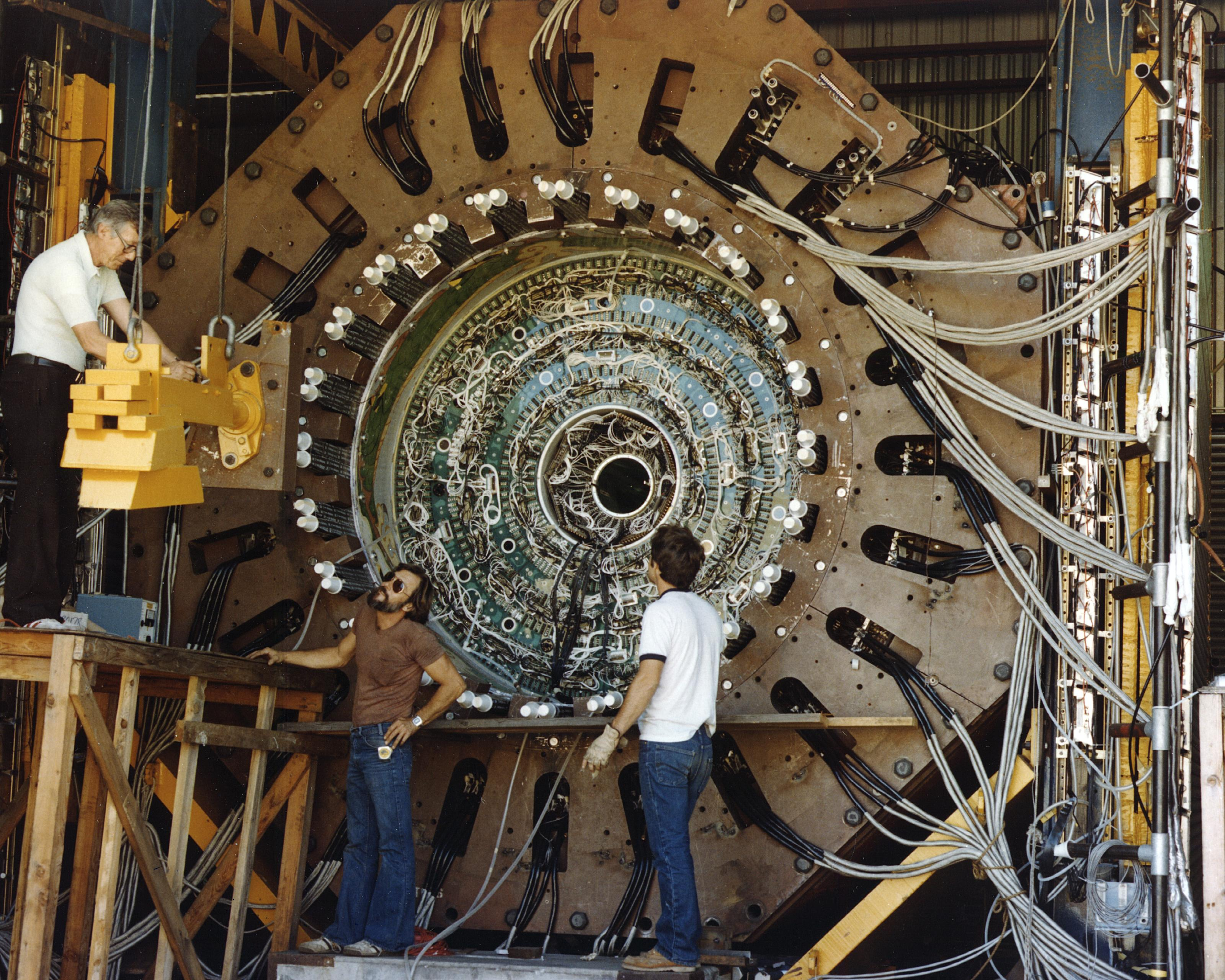
Складання детектора Mark III на колайдері SREAR

### SPEAR
Електрон-позитронний колайдер SPEAR на енергію до 2.4 ГеВ у пучку працював в 1972 — 1990 роках. 
На ньому в 1974 був відкритий J/ψ-мезон, робота відзначена Нобелівською премією. Після відповідних модернізацій перетворений на джерело синхротронного випромінювання SPEAR2, потім SPEAR3.

### PEP
Positron-Electron Project — електрон-позитронний колайдер на енергію 29 ГеВ в пучку, працював в 1980 — 1990 роках, паралельно зі SPEAR. 
На колайдері під час розквіту працювало до 6 детекторів одночасно.

### SLC
SLC, Stanford Linear Collider — єдиний у світі лінійний електрон-позитронний колайдер, який працював в 1988 — 1998 роках з детекторами Mark II та SLD (SLAC Large Detector). 
Колайдер використав лінійний прискорювач, до якого було добудовано дві арки для організації місця зустрічі. Енергія дозволяла вивчати Z-бозон з масою 90 ГеВ, але в ті ж роки в ЦЕРН запрацював циклічний Великий електрон-позитронний колайдер у тому ж діапазоні енергій, але з вищою світністю.

### PEP-II
Електрон-позитронний колайдер, що складався з двох кілець з асиметричною енергією, на дуже високу енергію, т.зв. B-фабрика. 
Почали споруджувати в 1994 році, працював у 1999 — 2008 з детектором BaBar, у конкуренції з B-фабрикою KEKB в Японії.

### LCLS
Linac Coherent Light Source — перший у світі рентгенівський лазер на вільних електронах, заснований на явищі самопосилення спонтанного випромінювання (SASE). 
LCLS використовує частину основного лінаку лабораторії, перша генерація отримана у 2009 році. 
Після чого почалася розробка проекту LCLS-II, модернізація лазера із заміною лінійного прискорювача на надпровідні модулі, що прискорюють. 
У 2023 році модернізацію лазера було завершено, LCLS-II випустив перші рентгенівські промені. 
Оновлений лазер зможе виробляти до мільйона рентгенівських імпульсів на секунду, що у 8000 разів більше, ніж LCLS, і створює практично безперервний рентгенівський пучок, який у середньому буде у 10 000 разів яскравішим за свого попередника. 
Унікальні характеристики лазера дозволять вченим досліджувати надшвидкі явища атомного масштабу з безпрецедентною точністю 
.

### FACET
Facility for Advanced Accelerator Experimental Tests — установка, що використовує частину основного лінаку SLAC з енергією до 20 ГеВ, для проведення ряду експериментальних робіт, в т.ч. з плазмового прискорення. 
Працювала у 2012-2016 роках. 
Як FACET-II функціонуватиме разом з LCLS-II після модернізації.

### NLCTA
Next Linear Collider Test Accelerator — електронний лінак на енергію до 120 МеВ для експериментів з фізики прискорювачів.